# Sergej Zubatov
Sergej Vasiljevič Zubatov (rusky Сергей Васильевич Зубатов, 27. březnajul./ 8. dubna 1864greg., Moskva, Ruské impérium – 15. březen 1917 tamtéž) byl ruský policejní důstojník a agent carské policie Ochranky.

## Životopis

### Mládí
Sergej Zubatov se narodil jako syn důstojníka. V roce 1882 byl na žádost otce vyloučen z gymnázia, aby jeho otec zamezil vývinu revolučních myšlenek.

### Působení v Ochrance
Zpočátku byl Zubatov revolucionářem, ale rozčarován z revolučního hnutí se stal informátorem tajné policie Ochranky. Od roku 1889 začala jeho kariéra stoupat.
Jeho metoda najímat neuniformované detektivy a informátory pomáhala rozpouštět různé revoluční kruhy a zatknout přes 200 revolucionářů.
Navzdory jeho monarchistickým přesvědčením Zubatov věděl, že se mu nepodaří revolucionářskou činnost potlačit. Proto také začal využívat praxi kritizování revolučních aktivistů, která byla později nazvána Zubatovščina. Tato metoda získala podporu u moskevského generálního guvernéra, velkovévody Sergeje Alexandroviče.
V té době založil Zubatov Společenství vzájemné pomoci pracovníků v mechanizovaném průmyslu, která působila v Oděse, Kyjevě a Minsku.
Jeho praxe se však nesetkala se souhlasem nadřízených. Roku 1903 byl Zubatov vyhnán policejním ředitelem Vjačeslavem von Plevem a jeho organizace byla rozpuštěna. Po Pleveho vraždě roku 1904 byl Zubatov rehabilitován a povolán do Petrohradu. Odmítl se však vrátit ke službě, částečně proto, aby chránil svého syna, na kterého začali doléhat revolucionáři.

### Smrt
Dne 15. března 1917 abdikoval car Mikuláš II. Jakmile se to Zubatov dozvěděl, spáchal sebevraždu.